# 안토니노 갈로
안토니노 갈로 (Antonino Gallo, 2000년 1월 5일 ~ )는 이탈리아의 축구 선수이며, 레체에서 레프트백으로 뛰고 있다.